# Ana Ott
Ana Ott ist ein Independent-Label aus Mülheim an der Ruhr. Das Label engagiert sich vor allem im Bereich der Avantgarde-Musik, der freien Improvisation und des Krautrock. Die Veröffentlichungen erscheinen ausschließlich auf Kassette, Schallplatte und Digital. CDs werden nicht angeboten.

## Konzertreihe
Ana Ott veranstaltet eine langfristige Konzertreihe als Kernstück der Labelarbeit. Sie soll experimentierfreudige Künstler aus der Region mit internationalen Kollegen zusammenbringen und einen Austausch fördern. Ein bis zwei Konzerte pro Monat finden im Mülheimer Kunst- und Technikzentrum Makroscope statt. Einmal im Jahr findet außerdem das Labelfestival Ottfest statt. Erstmals im Jahr 2015 widmete das Platzhirsch Festival in Duisburg dem Label eine eigene Bühne.

## Künstler
- Blemishes
- Blutiger Jupiter
- Brecht Ameel
- France
- Kai Niggemann
- Michael Valentine West
- Léonore Bloulanger
- Limpe Fuchs
- Nils Quak
- Morphious B
- Peter Strickmann
- Phil Struck
- Sculpture
- Tesk
- Transport
- Vomit Heat

## Ana Ott-Release-Katalog
| Katalog-Nr.     | Künstler                 | Titel                                      | Releasedate | Format         |
| --------------- | ------------------------ | ------------------------------------------ | ----------- | -------------- |
| #AO001          | Tesk                     | Nerves (Album)                             | 02.12.2013  | MC, Dl         |
| #AO002          | Blemishes                | Libido (Album)                             | 01.02.2014  | LP, Dl         |
| #AO003          | Morphious B              | Up (EP)                                    | 12.04.2014  | MC, Dl         |
| #AO004          | Michael Valentine West   | Code 17 Abstraction (Album)                | 17.10.2014  | LP, Dl         |
| nicht offiziell | James P Honey            | Live at Ottfest (Live-EP)                  | 24.12.2014  | Limited MC     |
| #AO005          | France                   | Live à l'Ottfest (Live-Album)              | 18.03.2016  | Limited MC, Dl |
| #AO006          | Vomit Heat               | Spirit Desire (Album)                      | 27.02.2016  | LP, Dl         |
| #AO007          | Blutiger Jupiter         | Europa (Album)                             | 26.01.2016  | MC, Dl         |
| #AO008          | Léonore Boulanger        | Feigen Feigen (Album)                      | 12.09.2016  | LP, Dl         |
| #AO009          | Kai Niggemann, Nils Quak | Ein Abend am Modularen Synthesizer (Album) | 17.12.2016  | MC, Dl         |
| #AO010          | Sculpture                | Form Foam (EP)                             | 19.11.2016  | LP, Dl         |
| #AO011          | Michael Valentine West   | Von Bock Strasse 18 (EP)                   | 24.03.2001  | MC, Dl         |
| #AO012          | Transport                | Milchreise (Album)                         | 07.04.2017  | LP, Dl         |
| #AO013          | Br'lâaB                  | Molochville (Album)                        | 21.04.2017  | MC, Dl         |
| #AO014          | Steffen Roth             | Kalbe / Milde (Album)                      | 22.09.2017  | MC, Dl         |
| #AO015          | Nils Quak                | Sur l’eau (Album)                          | 03.11.2017  | MC, Dl         |
| #AO016          | Limpe Fuchs              | String Stone Weight (Album)                | 08.12.2017  | LP, Dl         |
| #AO017          | Phil Struck              | NNO (Album)                                | 23.02.2018  | MC, DI         |